# Hans Niessl
Hans Niessl (Zurány, 1951. június 12. –) osztrák szociáldemokrata politikus, Burgenland tartományfőnöke volt.
1987 és 2000 között Boldogasszony (Frauenkirchen) polgármestere volt, 1996 óta a Burgenlandi tartományi parlament tagja. 2005. október 9-én az Ausztria Szociáldemokrata Pártja (SPÖ) Hans Niessl vezette burgenlandi szervezete történelmi győzelmet aratott a tartományi választásokon: a mandátumok 52%-át szerezték meg.